# Elongação (astronomia)

O diagrama mostra as elongações (ou ângulos) da posição da terra em relação ao Sol.

Na astronomia, a elongação de um planeta é o ângulo entre o Sol e o planeta, quando observado da Terra. A elongação consiste na distância angular aparente de um planeta em relação ao Sol, isto é, o ângulo formado pelas direções Terra-Sol e Terra-planeta. Este valor é dado pelas diferenças de longitude celeste entre o Sol e o planeta. Se a elongação for nula, diz-se que o planeta está em conjunção com o Sol, se for de 180 º, diz-se que está em oposição e se for de 90 º, diz-se que está em quadratura. Estes valores mudam em função da órbita elíptica dos planetas, e outra contribuição menor para esta inconsistência é a inclinação orbital de cada planeta que está num plano diferente.
Quando um planeta inferior é visível depois do pôr-do-sol, está próximo de sua elongação oriental máxima e quando é visível antes do nascer do sol, está próximo de sua elongação ocidental máxima. O valor da elongação máxima (leste ou oeste) para Mercúrio varia entre 18º e 28º e para Vênus entre 45º e 47º. 
No caso dos planetas exteriores, a elongação pode variar entre 0 e 180 º, para os planetas interiores, esta é sempre menor que 90 º.
No campo da Física, a elongação também pode ser definida como o valor momentâneo de um processo oscilatório que varia com o tempo e cujo valor máximo é igual à amplitude deste.
Por exemplo, num sistema elástico, a elongação de uma mola encontra-se relacionada com a intensidade da força que lhe causa essa elongação (força tensora), provocando um aumento do comprimento segundo a direção em que atua essa força.

## Período de elongação
Maiores elongações de um planeta acontecem periodicamente, com uma elongação maior leste seguido por uma elongação ocidental, e vice-versa. O período depende da velocidade relativa angular da Terra e do planeta, como pode ser visto a partir do dom. O tempo que leva para completar esse período é o período sinódico do planeta.
Seja T o período (por exemplo o tempo entre as duas maiores elongações leste), ω é a velocidade relativa angular, velocidade angular da Terra e ωe ωp velocidade angular do planeta. Então
{\displaystyle T={2\pi  \over \omega }={2\pi  \over \omega _{\mathrm {p} }-\omega _{\mathrm {e} }}={2\pi  \over {2\pi  \over T_{\mathrm {p} }}-{2\pi  \over T_{\mathrm {e} }}}={T_{\mathrm {e} } \over {T_{\mathrm {e} } \over T_{\mathrm {p} }}-1}}
Onde Te e Tp são, respetivamente, os períodos de translação da Terra e do planeta (ou seja, períodos siderais).
Por exemplo, o ano de Vênus (período sideral) é de 225 dias, e o da Terra é de 365 dias. Assim, o período sinódico de Vênus, que dá o tempo entre duas elongações subseqüentes (orientais ou ocidentais), é 584 dias.
Estes valores são aproximados, porque (como mencionado acima) as órbitas dos planetas não são perfeitamente circular nem coplanares. Uma determinação exata da data e hora da maior elongação requer uma análise muito mais complicada da mecânica orbital.